# Philip Goff
Philip Goff es un autor británico, filósofo idealista y profesor de la Universidad de Durham cuya investigación se centra en la filosofía de la mente y la consciencia. Específicamente, se centra en cómo la consciencia puede formar parte de la cosmovisión científica. Goff sostiene que el materialismo es incoherente y que el dualismo conduce a la «complejidad, discontinuidad y misterio». En cambio, defiende una «tercera vía», una versión del monismo idealista russelliano que intenta explicar la naturaleza intrínseca de la realidad postulando que la consciencia es una característica fundamental y ubicua del mundo físico. «El compromiso básico es que los constituyentes fundamentales de la realidad —quizás electrones y cuarks— tengan formas increíblemente simples de experiencia».

## Biografía

### Temprana edad y educación
Goff ha escrito que ha estado obsesionado con el problema de la consciencia desde que tiene uso de razón. Se negó a ser confirmado católico a la edad de 14 años y llegó a asociar negativamente el dualismo filosófico con su educación religiosa.
Como estudiante de filosofía en Leeds, sintió que tenía que elegir entre el dualismo y el materialismo, por lo que se convirtió en un materialista comprometido.: 93  Debatió a los dualistas religiosos defendiendo la idea de que la mente y el cerebro son completamente la misma cosa. Pero empezó a dudar de la coherencia de esta postura, porque no daba cuenta de experiencias personales cuyas cualidades subjetivas conocemos de primera mano. Esta disonancia cognitiva finalmente alcanzó su punto máximo una noche en un bar cuando el zumbido de sensaciones vívidas chocó con su supuesta visión del mundo. «Ya no podía negarlo. Ya había aceptado que si el materialismo era cierto, entonces yo era un zombi. Pero sabía que no era un zombi; era un ser humano que pensaba y sentía. Ya no podía vivir negando mi consciencia».: 93  Sin embargo, tuvo que terminar sus estudios, por lo que Goff se convirtió en un «dualista encubierto», mientras continuaba escribiendo una tesis en la que sostenía que el problema de la consciencia era irresoluble.
Desencantado de la filosofía, pasó a enseñar inglés en Polonia.
Más tarde, cuando se topó con el artículo Panpsyquism de Thomas Nagel, descubrió una tercera vía olvidada de conectar la materia y la consciencia, por lo que su interés por la filosofía académica se reavivó.

### Carrera
Goff obtuvo su doctorado en la Universidad de Reading con Galen Strawson, uno de los pocos defensores del pampsiquismo en ese momento, que estaba redescubriendo los trabajos anteriores de Bertrand Russell y Arthur Eddington sobre el monismo.: 97  Luego, Goff realizó un trabajo postdoctoral en el Centro para la Consciencia de la Universidad Nacional Australiana.
Estuvo en la Universidad de Hertfordshire y en el King's College de Londres. Fue profesor asociado de Filosofía en la Universidad Centroeuropea y en el Departamento de Filosofía de la Universidad de Birmingham.
Actualmente es profesor asociado en la Universidad de Durham.
En 2014 Goff asistió al Crucero de la Conciencia frente a Groenlandia patrocinado por Dimitri Volkov y el Centro de Estudios de la Consciencia de Moscú. Fue una conferencia flotante en un velero que contó con destacados filósofos de la mente como David Chalmers, Paul Churchland, Patricia Churchland, Andy Clark, Daniel Dennett, Keith Frankish, Nicholas Humphrey, Jesse Prinz y Derk Pereboom. Goff dio una charla sobre su postura en desarrollo y su defensa del pampsiquismo.
Goff y Keith Frankish, un colega que defiende la visión opuesta del ilusionismo, iniciaron el canal de YouTube «Mind Chat» en 2021, entrevistando a científicos y filósofos de la consciencia como Tim O'Connor, Janet Levin, Christof Koch, Anil Seth y Helen Yetter-Chappel.

## Puntos de vista

### Pampsiquismo
Galileo inauguró la ciencia moderna dividiendo el mundo en el ámbito cuantitativo de la ciencia y, por otro lado, el ámbito cualitativo de la experiencia subjetiva. Si bien esta división marcó el comienzo de la era científica moderna, sostiene Goff, probablemente hizo imposible que el naturalismo científico pudiera alguna vez explicar la consciencia sin eliminar sus aspectos cualitativos o caer víctima de los inconvenientes del dualismo. A Goff no le convencieron los intentos de David Chalmers y Kelvin McQueen de establecer un tipo de dualismo naturalista basado en la mecánica cuántica. Aunque Goff cree que la idea merece más atención, concluyó que incluso si el dualismo es compatible con la ciencia, deberíamos desconfiar de él porque es menos simple que otras teorías de la consciencia.: 43  
Goff argumentó que las cualidades de la consciencia no pueden captarse en el vocabulario puramente cuantitativo de las ciencias físicas. Aunque el materialista optimista puede esperar que descripciones cuantitativas más detalladas algún día puedan explicar porqué y cómo un cerebro puramente físico produce experiencias personales intrínsecas, Goff utilizó una serie de experimentos mentales a priori para argumentar que esto probablemente se trata de una falsa esperanza. En su libro Galileo's Error, Goff utilizó el argumento del conocimiento de Frank Jackson para demostrar que una descripción puramente física del mundo no es completa. A continuación, utilizó el argumento de la concebibilidad de Chalmers para argumentar que el materialismo no puede ser cierto. Goff concluyó: «Los materialistas que afirman que la realidad puede describirse exhaustivamente en el vocabulario objetivo de la ciencia física y que existen propiedades subjetivas simplemente se contradicen».: 59 
En su lugar, Goff apoya una «tercera vía», una versión del monismo russelliano que intenta explicar la naturaleza intrínseca de la realidad postulando que la consciencia es una característica fundamental y ubicua del mundo físico. «El compromiso básico es que los constituyentes fundamentales de la realidad —quizás electrones y cuarks— tengan formas increíblemente simples de experiencia. Dado que la afirmación es que la consciencia es fundamental, la visión de Goff no proporciona una explicación de la consciencia que la reduzca a otra cosa. De acuerdo con él, «es un prejuicio del materialismo suponer que esto es obligatorio».: 96 
Aunque la idea de que los electrones tengan experiencia es contraintuitiva para la mayoría de las personas, Goff aclaró que la mayoría de los pampsiquistas modernos no creen que cualquier grupo de materia resulte en una consciencia compleja. «La mayoría de los pampsiquistas negarán que sus calcetines sean conscientes, aunque afirmarán que, en última instancia, están compuestos de cosas que son conscientes».: 94 

#### Respuesta
Si bien el pampsiquismo siguió siendo una visión minoritaria entre los filósofos profesionales, desde el trabajo de Galen Strawson y Goff en el siglo XXI y su redescubrimiento del trabajo de Russell y Arthur Eddington de 1920 sobre la consciencia, se ha discutido y debatido más ampliamente. Goff ha debatido el pampsiquismo contra pensadores tan diversos como el fisicalista Massimo Pigliucci y el idealista Bernardo Kastrup.
En 2021, el Journal of Consciousness Studies publicó 20 ensayos de científicos, filósofos y teólogos que respondieron al trabajo de Goff. Goff publicó un ensayo de respuesta en el mismo número.

### Ambientalismo
Goff ve esperanzas en el pampsiquismo para resolver la indiferencia humana ante la crisis climática. Observando que Naomi Klein culpa al dualismo por nuestra degradación del medio ambiente, Goff especula que los niños criados en una tradición pampsiquista serían menos indiferentes y más protectores del medio ambiente.: 153,155  

### Política
Goff se autodenomina un «vigoroso opositor del neoliberalismo» y un «gran admirador de los impuestos». Ha argumentado en contra de la idea libertaria de que los impuestos son un robo, sobre la base de que las personas no son propietarias de sus ingresos antes de impuestos. En 2011, Goff instigó una protesta contra el cantante Bono que implicó inflar un globo en la primera fila de su concierto para llamar la atención sobre el comportamiento financiero de la banda U2 de Bono, que según Goff equivalía a que Bono fuera un «pícaro fiscal». Goff ha escrito que el comportamiento de Bono, como se revela en los Paradise Papers, forma parte de una tendencia general de los ricos moviendo su dinero a paraísos fiscales a expensas de los países en desarrollo (citando la estimación de Christian Aid de que esto asciende a 160 mil millones de dólares al año).

### Religión
Goff se llama a sí mismo un «agnóstico practicante» y escribe que el cristianismo puede no ser cierto, pero que su práctica le resulta enriquecedora. Sus ideas se relacionan con diversos proyectos filosóficos como el panteísmo, el ateísmo cristiano y el naturalismo religioso.

## Publicaciones
Goff ha publicado más de 46 artículos académicos, 10 reseñas de libros, fue editor invitado de un número de Philosophy Now y ha escrito más de 35 artículos en la prensa popular en medios como The Guardian y The Times Literary Suplement. Ha aparecido en 70 podcasts y varios debates. En 2021, el Journal of Consciousness Studies presentó el trabajo de Goff como tema de 20 ensayos de científicos, filósofos y teólogos. Goff respondió a sus ensayos en la misma revista.

## Vida personal
Goff toca en una banda de rock y escribe en su sitio web que «todavía tocamos de vez en cuando».

## Libros
- Consciousness and Fundamental Reality (2017) ISBN 0190677015
- Galileo's Error: Foundations for a New Science of Consciousness (2019) ISBN 0525564772
- Is Consciousness Everywhere? (2022), Rélplica de Goff a respuestas de  Galileo's Error
- Why? The Purpose of the Universe (Oxford University Press, 2023)